# 1992 no Brasil
Esta é uma cronologia dos fatos acontecimentos de ano 1992 no Brasil.

## Incumbente
- Presidente do Brasil - Fernando Collor de Mello (15 de março de 1990 - 29 de dezembro de 1992)
- Vice-presidente do Brasil - Itamar Franco (15 de março de 1990 - 29 de dezembro de 1992)
- Presidente do Brasil - Itamar Franco (29 de dezembro de 1992 - 1 de janeiro de 1995)

## Eventos
- 6 de abril: Desaparece o menino Evandro Ramos Caetano, em Guaratuba, no Paraná. Seu corpo foi encontrado cinco dias depois em um matagal da cidade, sem vários órgãos, e com mãos e pés amputados. O caso teve grande repercussão no país durante a década de 90.[1][1]
- 17 de maio: O governador do Acre, Edmundo Pinto, é assassinado com dois tiros em um apartamento do hotel, em São Paulo.[2]
- 27 de maio: A Câmara dos Deputados do Brasil aprova em segundo turno uma antecipação de plebiscito sobre a forma e o sistema de governo, que realiza em 1993.[3]
- 3 a 14 de junho: Acontece a Conferência das Nações Unidas sobre o Meio Ambiente e o Desenvolvimento, mais conhecida como a ECO-92, realizada no Rio de Janeiro.[4][5]
- 15 de julho: O Flamengo conquista o pentacampeonato brasileiro de futebol.
- 1 de agosto: O judoca Rogério Sampaio conquista a primeira medalha de ouro nos Jogos Olímpicos de Verão, derrotando o húngaro József Csák na final da categoria meio-leve, na Espanha.[6]
- 9 de agosto: A Seleção Brasileira de Voleibol Masculino conquista a primeira medalha de ouro olímpica de esporte coletivo nos Jogos Olímpicos de Verão, derrotando a Seleção Neerlandesa de Voleibol Masculino por 3 sets a 0 na Espanha.[7]
- 16 de agosto: Manifestantes, do movimento dos Caras-Pintadas, saem às ruas de todo o país para pedir a saída do presidente Fernando Collor de Mello.[8]
- 29 de setembro: A Congresso Nacional do Brasil aprova a abertura do processo de impeachment do presidente Fernando Collor de Mello.[9]
- 2 de outubro: A Polícia Militar do Estado de São Paulo, liderada pelo coronel Ubiratan Guimarães, mata 111 presos durante a rebelião, na Casa de Detenção, na cidade de São Paulo, no que ficou conhecido como o massacre do Carandiru.[10]
- 12 de outubro: Morre o político Ulysses Guimarães em acidente aéreo de helicóptero, ao largo de Angra dos Reis, no Rio de Janeiro.[11]
- 13 de dezembro: O São Paulo bate o Barcelona em Tóquio por 2x1 e sagra-se campeão mundial pela primeira vez.
- 29 de dezembro: A atriz Daniella Perez é assassinada com 18 golpes de tesoura pelo ator Guilherme de Pádua e sua então esposa Paula Thomaz, no Rio de Janeiro. O crime chocou o país pelo fato de tanto a vítima como o assassino serem par romântico na telenovela De Corpo e Alma, exibida pela TV Globo.[12]
- 29 de dezembro: Fernando Collor de Mello renuncia ao cargo de presidente da República após o processo de impeachment.[13]
- 31 de dezembro: Chega ao fim o “Xou da Xuxa”, programa que fez história na televisão e consagrou Xuxa Meneghel.

## Nascimentos
- 1 de janeiro: Graciele Herrmann, nadadora.
- 6 de janeiro: Rodrigo Simas, ator.
- 7 de janeiro:
  - Dudu, futebolista.
  - Ketlen Wiggers, jogadora de futebol.
- 20 de janeiro: Johnny Massaro, ator.
- 19 de janeiro: Agatha Moreira, atriz e modelo.
- 5 de fevereiro: Neymar, jogador de futebol.
- 2 de outubro: Alisson, jogador de futebol.
- 21 de dezembro: Isabelle Nogueira, dançarina.

## Mortes
- 16 de fevereiro: Jânio Quadros, 22° presidente do Brasil (n. 25 de janeiro de 1917).[14]
- 12 de outubro: Ulysses Guimarães, político (n. 6 de outubro de 1916).[15]
- 28 de dezembro: Daniella Perez, atriz assassinada por seu colega de trabalho e sua esposa. (n. 11 de agosto de 1970)